# Diocèse de Carlisle
Le diocèse de Carlisle (en latin: Dioecesis Carleolensis, en anglais : Diocese of Carlisle) est un diocèse anglican de la province d'York qui s'étend sur la majeure partie du comté de Cumbria. Son siège est la cathédrale de Carlisle. 
Dans un premier temps, il était une circonscription ecclésiastique de l'Église catholique au Royaume-Uni. C'était un diocèse latin, suffragant de l'archidiocèse de York (es). Il a été supprimé à la mort de son dernier évêque catholique en 1559. 
Il est créé en 1132 par Henri Ier à partir du diocèse de Durham.
Le diocèse se divise en quatre archidiaconés :
- Carlisle,
- West Cumberland,
- Westmorland,
- Furness.

Un évêque suffragant en relève également : l’évêque de Penrith.

## Histoire

### Diocèse catholique
À l'origine, le diocèse catholique éponyme était plus petit que l'actuel diocèse anglican, qui a été agrandi en 1856. Le territoire qu'il comprenait à l'origine est devenu une unité politique sous le règne de William Rufus (1087-1100), qui en a fait le comté de Carlisle, incluant la plupart, mais pas la totalité, des deux comtés de Cumberland et de Westmoreland. 
Le diocèse de Carlisle fut créé le 11 avril 1132 par Henri Ier à partir d'une partie du diocèse de Durham, bien que de nombreuses personnes d'origine cumbricienne de la région se soient tournées vers Glasgow pour la direction spirituelle. Le premier évêque fut Æthelwold, confesseur du roi et prieur du prieuré augustinien de Nostell dans le Yorkshire. Carlisle fut ainsi la seule cathédrale d'Angleterre, à l'exception de Bristol, à être dirigée par des augustins plutôt que par des bénédictins. Cette situation ne dura que jusqu'au règne d'Henri III, lorsque les augustins de Carlisle se joignirent aux rebelles qui cédèrent temporairement la ville à l'Écosse et élurent leur propre évêque. Lorsque la révolte prit fin, les augustins furent expulsés. 
Le dernier des évêques catholiques fut Owen Oglethorpe, un prélat au tempérament bienveillant à qui l'on demanda de couronner Élisabeth Ire alors qu'aucun autre prélat n'avait pu être trouvé pour le faire à sa place. Il désobéit ouvertement à la reine lorsqu'elle lui interdit d'élever la Sainte Hostie en sa présence ; il refusa de se présenter à un débat sur la religion ou de prêter le serment de suprématie, fut privé de son évêché avec les autres évêques catholiques et mourut prisonnier le 31 décembre 1559. Avec lui s'acheva l'histoire du siège catholique de Carlisle. La cathédrale était dédiée à la Sainte Vierge, puis par la Sainte Trinité lors de la Réforme anglaise.
Depuis le 22 novembre 1924, le territoire de l'ancien diocèse de Carlisle est placé sous la juridiction du diocèse de Lancaster.

## Sources
- (es) Cet article est partiellement ou en totalité issu de l’article de Wikipédia en espagnol intitulé « Diócesis de Carlisle (antigua) » (voir la liste des auteurs).
- Catholic Encyclopedia